# 익녕군
익녕군(益寧君, 1422년 ~ 1464년 8월 21일(음력 7월 10일))는 조선의 왕자로 태종의 12남이자 서8남으로 막내아들이다. 조선의 왕자 중 유일한 유복자이다. 어머니는 선빈 안씨이다.

## 생애
1422년(세종 4년) 태종의 막내아들로 출생하였으며 이름은 치(袳)이다. 1430년(세종 12년) 익녕군에 봉해졌다. 1434년(세종 16년) 판사 박종지(朴從智)의 딸 운봉 박씨와 혼인하였으나 슬하에 자식을 두지는 못하였다. 후에 평양 조씨와의 사이에서 두 아들을 두었다.
1438년(세종 20년) 단오날 의금부에 의하여 금지된 석전놀이를 하였다는 죄목으로 원평(原平)에 추방되었다. 1449년(세종 31년), 자신이 부리는 종을 사사로이 치죄하였다는 죄목으로 제천(堤川)에 안치되었다. 1450년(문종 원년), 김혁(金革)이라는 사람과 가사와 토지를 두고 다투었는데 판결이 나기도 전에 강제로 빼앗아 하위지, 김효급, 정갑손 등이 종친의 비행과 폐단을 징계하여 다스릴것을 청하였으나 왕이 듣지 않았다.
1464년(세조 10년), 43세의 나이로 졸하여 임금이 쌀·콩 1백 석, 백지(白紙) 2백 권, 정포(正布) 40필, 백저포(白苧布) 3필, 석탄 60석을 부조하였다. 시호는 소강(昭剛)이며 능원은 경기도 고양시 덕양구 성사동에 있다.

## 가족관계
- 부 : 태종
- 모 : 선빈 안씨
  - 정실 : 군부인 운봉 박씨(郡夫人 雲峰 朴氏) - 절제사(節制使) 증 찬성(贈贊成) 박종지(朴從智)의 딸
    - 장녀 : 이미중(李眉重)
    - 사위 : 경주 김씨 판관(判官) 증 통례(贈 通禮) 김신(金信)
      - 손자 : 김양호(金良豪, 1463 ~ ?)
      - 손자 : 김양준(金良俊)
      - 손자 : 김양건(金良健)
      - 손자 : 김양보(金良輔)
      - 손녀 : 여흥 민씨 민종원(閔宗元)의 처
      - 손녀 : 임강부수 이준(臨江副守 李畯)의 처

  - 계실 : 군부인 평양 조씨(郡夫人 平壤 趙氏)
    - 장남 : 의천군 이승은(義泉君 李承恩)
    - 며느리 : 경주 정씨 - 참의(參議) 정계우(鄭繼禹)의 딸
      - 손자 : 수성정 이수장(水城正 李壽長)
      - 손녀 : 진주 강씨 강세응(姜世應)의 처

    - 며느리 : 노비 출신
      - 서손자 : 조종령 이만석(朝宗令 李萬石)
      - 서손자 : 유산령 이수양(柔山令 李壽楊, 1500 ~ ?)
      - 서손녀 : 충의위(忠義衛) 이례(李禮)의 처

    - 차남 : 수천군 이정은(秀泉君 李貞恩) - 이원익의 증조부
    - 며느리 : 문화 류씨 - 감찰(監察) 류중발(柳重發)의 딸
      - 손자 : 청기군 이표(靑杞君 李彪) - 이원익의 조부
      - 손자 : 부림수 이표(缶林守 李豹)
      - 손자 : 결기수 이현(結己守 李玄)

    - 며느리 : 양천 허씨
      - 손자 : 무령수 이월(武寧守 李越)

    - 차녀 : 여흥 원씨 현감(縣監) 원근례(元謹禮)의 처
      - 손자 : 원유(元裕)

    - 3녀 : 박정(朴禎)의 처
      - 손자 : 박수계(朴秀桂)
      - 손자 : 박수양(朴秀楊)
      - 손자 : 박수춘(朴秀春)
      - 손녀 : 전거원(全居元)의 처

    - 4녀 : 동래 정씨 정지아(鄭之雅)의 처
      - 손녀 : 정수우(鄭壽祐)